# Interdits de séjour en France (1885-1955)
L'interdiction de séjour est une peine historique, applicable dans le droit français du 27 mai 1885 au 18 mars 1955. Elle consiste à exclure de certaines localités les condamnés ayant purgé leur peine, voire parfois à leur assigner un lieu de résidence.
Durant tout le XIXe siècle et une bonne partie du XXe siècle, les condamnés libérés après avoir purgé leurs peines n’ont pas été entièrement libres de leurs mouvements et du choix de leur commune de résidence. La police continuait souvent à suivre leurs déplacements et un certain nombre de villes leur furent interdites par la loi. Cette liste s’allongea au fil des décennies, des élus parvenant à obtenir de l’État cette mesure nécessaire, selon eux, à la lutte contre la récidive et au maintien de l’ordre public.
L'interdiction de séjour en France dans sa forme moderne est une peine complémentaire individuelle, dont les modalités d'application sont décidées par jugement.

## La notion ancienne d'interdits de séjour
Des villes étaient cataloguées « ville d'interdits de séjour ». « Voilà donc pourquoi la délinquance y est plus grande qu'ailleurs ! » C’est pourquoi il convient de bien clarifier les choses, à la lumière des archives et des faits, en définissant tout d’abord la notion d’« interdit de séjour ».
La notion « d’interdits de séjour » est un principe général qui ne doit pas être confondue avec la peine d' « interdiction du territoire français », qui peut être prononcée par les tribunaux, à titre définitif ou pour une durée de dix ans au plus, à l’encontre de tout étranger coupable d’un crime ou d'un délit. 
Actuellement, les tribunaux peuvent interdire à un condamné de paraître dans un territoire donné, correspondant aux lieux où il a commis ses méfaits. Cette interdiction ne peut excéder une durée de dix ans en cas de condamnation pour crime et une durée de cinq ans en cas de condamnation pour délit. Selon la loi du 3 avril 1955 sur l’état d'urgence, un préfet peut également interdire le séjour dans tout ou partie de son département à toute personne pouvant constituer une menace pour la sécurité et l’ordre publics.
Mais il s’agit là d'une peine ou d'une mesure individuelle, limitée dans le temps. Au contraire, durant tout le XIXe siècle et une bonne partie du XXe siècle, cette mesure s’est appliquée quasi systématiquement à des condamnés de nationalité française, libérés après avoir purgé leurs peines, mais qui pour autant ne retrouvaient pas entièrement la liberté de leurs mouvements ni le choix de leur commune de résidence. Les anciens bagnards étaient particulièrement surveillés. La police continuait à suivre leurs déplacements et un certain nombre de villes leur furent interdites par la loi. Cette liste s’allongea au fil des décennies, des élus parvenant à obtenir de l’État cette mesure nécessaire, selon eux, à la lutte contre la récidive et au maintien de l’ordre public.

## Historique de la notion d’ «interdits de séjour»

### Surveillance de haute police
Source : « 7-9-4-1 — SURVEILLANCE DE HAUTE POLICE », sur criminocorpus (consulté le 27 janvier 2018)
La surveillance du condamné libéré est fort ancienne. Dès le début du XVIIIe siècle (mandements de Louis XIV des 2 avril 1704 et 24 novembre 1706), le pouvoir royal « fait défense au forçat libéré de venir à Paris ni de séjourner à Marseille », sous menace d'être « ramené aux galères s'il va résider dans une ville qui lui est interdite ».
La question de la méfiance à l'encontre du malfaiteur libéré a suscité au XIXe siècle puis au XXe siècle des controverses animées entre législateurs, magistrats, policiers et philanthropes-moralistes. L'expression surveillance de haute police apparaît sous le Consulat dans le Senatus Consulte du 28 floréal an XII (18 mai 1804), qui par ailleurs proclame Bonaparte empereur. L'article 91 relatif aux pouvoirs de la Haute Cour énonce : « Lorsqu'elle acquitte, elle peut mettre ceux qui sont absous sous la surveillance ou à la disposition de la haute police ». Le décret du 19 ventôse an XIII (10 mars 1805) précise que tout forçat libéré doit faire connaître le département et la commune où il veut s'établir, mais sans qu’il puisse choisir une « ville de guerre » [une place-forte] ou une localité située à moins de 5 myriamètre>s [50 km] de la frontière ». Le décret du 17 juillet 1806 étend la liste des localités interdites aux forçats libérés à Paris, Versailles, Fontainebleau ainsi qu'aux lieux où il existe des palais impériaux et aux ports dans lesquels les bagnes sont établis.
Le code pénal de 1810 accorde au condamné la faculté de s'affranchir de la surveillance en versant une caution « solvable de bonne conduite jusqu'à concurrence de la somme fixée par l'arrêt ou le jugement ». Mais d’après le Dictionnaire Universel du XIXe siècle de Pierre Larousse (1875), « la plupart des condamnés, ne pouvant fournir caution, étaient placés dans un lieu déterminé où leur situation était bientôt connue et les empêchait de trouver du travail. Tous ou presque tous retombaient dans la misère. Ceux qui fuyaient ce lieu où la réprobation les empêchait de trouver du travail, étaient arrêtés et pouvaient être emprisonnés, par voie administrative. » Tel est le sort de Jean Valjean, forçat libéré, dans les premiers chapitres des Misérables, Victor Hugo situant l'action en 1815.
En 1832 (sous Louis-Philippe Ier), la réforme du Code pénal supprime le cautionnement et une circulaire de la même année recommande « d'éviter toute mesure susceptible de révéler les antécédents du condamné ». Le libéré est muni d’une feuille de route et perçoit une petite allocation pour pouvoir rejoindre sa nouvelle résidence.
Sous la Seconde République, la loi du 19 juin 1851 interdit le séjour des forçats libérés dans le département de la Seine et dans les communes formant l'agglomération lyonnaise : le souvenir des émeutes de juin 1848 est encore très vif. Dès le 8 décembre 1851, un décret-loi vise à la fois les gens convaincus d'avoir fait partie d'une société secrète et les surveillés de droit commun. D'après ce décret, le condamné n'a plus le droit de choisir sa résidence ; le droit exclusif de la déterminer est réservé au gouvernement. Cette législation est renforcée par la loi du 9-12 juillet 1852, qui interdit pendant au moins deux ans au condamné libéré le séjour dans le département de la Seine et l'agglomération lyonnaise.
Après la chute du Second Empire, un décret du gouvernement de la Défense nationale (24 octobre 1870) abroge ces mesures et sous la IIIe République on en revient à un système plus libéral. Jules Favre (discours à l'Assemblée nationale, le 25 novembre 1873) préconise de suivre l'exemple de l'Angleterre, son régime de la liberté provisoire instituée par le Bill de 1847 et même la création de comités de patronage qui recueilleraient les libérés à l'expiration de leur peine et les prendraient en charge. La loi du 29 juillet 1874 astreint le libéré à faire un stage d'au moins six mois dans sa nouvelle résidence, mais elle lui rend le choix de celle-ci. Pourtant, jusqu'en 1885, la législation adoptée pour encadrer les forçats libérés est la surveillance de haute police. Celle-ci se propose de placer le libéré « sous l’œil » des agents de l'autorité, policiers ou gendarmes, afin de lui inspirer une telle crainte qu'il soit dissuadé de commettre un nouveau délit.
La surveillance de la haute police déterminait donc un lieu de résidence obligatoire (sauf dispense accordée par le versement d'une caution). « Désignant en quelque sorte le condamné à l'attention publique, elle empêchait d'une façon à peu près absolue son reclassement dans la société ». Cela explique le dénuement de la plupart d’entre eux et leur vie misérable, même  après avoir purgé leur peine.

### Interdiction de séjour en France
Instituée par la loi du 27 mai 1885sur la relégation des récidivistes l'interdiction de séjour permet au libéré de se déplacer (ce que le surveillé ne pouvait faire sans se trouver en rupture de ban) et de choisir le lieu de sa résidence, mais en dehors d’un certain nombre de communes qui lui sont interdites. En effet, sous l'influence des théories de Cesare Lombroso, très pessimiste sur la capacité du « criminel-né » à s'amender, la mesure d'interdiction de séjour vise à éliminer des principaux centres urbains les délinquants récidivistes.
Elle est donc, en matière de droit pénal ou administratif, une peine tantôt accessoire, tantôt complémentaire, voire principale (mais elle ne revêt ce caractère que dans un petit nombre de cas). Sa durée maximum est de vingt ans. Elle cesse quand la période fixée par le juge est arrivée à son terme ou par suspension administrative, grâce, réhabilitation, révision ou amnistie. Tous les mois, le ministère de l'Intérieur publie un état nominatif et signalétique des individus assujettis à l'interdiction de séjour, adressé aux préfets et à tous les chefs de parquet. Toute infraction constitue un délit puni d'un emprisonnement de six jours à cinq ans.
Avec la loi de 1885, la liste des localités interdites aux condamnés libérés comporte désormais une partie générale (villes importantes) et une partie spéciale à l'intéressé (lieu de l'infraction...) Au fil des années, la liste des localités interdites à titre général s’allonge : en 1905, elle comprend l'intégralité des trois départements de Seine, Seine-et-Oise et Seine-et-Marne, ainsi que 522 villes et communes situées dans dix-sept départements, la circonscription communale de la maison centrale où était le détenu, la Corse (pour les condamnés qui en sont originaires), l'Algérie et la Tunisie (sauf pour les indigènes).

## Le cas d'Elbeuf
S’appuyant sur la législation, de nombreux élus locaux, par l’intermédiaire du préfet, vont essayer ici, comme dans les autres départements, de faire inscrire leur ville sur la liste des communes interdites aux détenus libérés. L’exemple de Rouen et d’Elbeuf montre bien comment certaines villes réussissaient à bannir de leurs murs les anciens condamnés, tandis que ceux-ci se concentraient au contraire dans les cités voisines. 
Un crime commis en septembre 1825 illustre bien les peurs de l’époque. Une veuve Férey, âgée de 86 ans, fut assassinée par un nommé Delalande, forçat libéré, en résidence à Elbeuf. L'assassin fut arrêté. Il avoua avoir volé 90 fr. à sa victime. L'enquête fit découvrir qu'il avait trois complices, également arrêtés et condamnés à la peine capitale. Ce crime impressionna d'autant plus les habitants d'Elbeuf et des environs qu'on comptait alors dans cette ville un assez grand nombre de forçats libérés, malgré les efforts des maires successifs pour faire assigner une autre résidence à ces repris de justice, qui trouvaient difficilement un emploi. Le 16 mai 1827, le Conseil municipal donne en revanche un avis favorable pour la réhabilitation du sieur Louis-Jacques Marchand, forçat libéré demeurant à Elbeuf, dont la bonne conduite, la probité et l'exactitude au travail étaient connues de tous.
Mais en 1837, on comptait une soixantaine de forçats libérés à Elbeuf. Au 31 décembre 1844, d'après une statistique établie par le Commissaire de police, il y avait 662 repris de justice sur le territoire de son ressort.
C’est pourquoi le 22 février 1845, le maire, Mathieu Bourdon, expose au conseil municipal les dangers pour la population ouvrière du contact avec les libérés placés sous la surveillance de la police. Un nombre assez considérable de ces hommes étant déjà fixé dans Elbeuf, et bien que leur conduite ne présente rien de répréhensible, il serait à craindre, plaide-t-il, que d'anciens compagnons ne viennent déranger les habitudes d'ordre et de travail qu'ils paraissent avoir contractées. Il demande qu'à l'avenir tout permis de séjour et de résidence à Elbeuf soit formellement interdit aux libérés placés sous la surveillance de la police. Une seule voix s’y oppose dans le conseil, celle de David Dautresme, qui déclare : « N'étouffons pas la voix de l'humanité, n'oublions pas que le nom seul de libéré est une cause de réprobation qui empêche souvent ces malheureux de trouver des moyens d'existence. Et où les rencontrent-ils si ce n'est dans une grande cité manufacturière où leur individualité se trouve perdue, du pain leur est assuré en échange de leur travail. » 
En 1874, on compte dans le département 343 « surveillés en résidence obligée », et aucune ville de Seine-Inférieure ne leur est encore interdite. Mais en 1897, avec l’appui du préfet, Rouen et Le Havre ainsi que leurs banlieues sont inscrites sur la liste nationale. Déville-lès-Rouen, Notre-Dame-de-Bondeville, Harfleur, et Montivilliers sont ajoutées en 1901 à la demande du maire de Rouen et du sous-préfet du Havre.
Le procureur de Rouen explique que, de toute façon, « il existe un grand nombre de villes industrielles dont le séjour est libre. Je ne citerai que les principales : Elbeuf, Caudebec-lès-Elbeuf, Saint-Aubin-lès-Elbeuf, Oissel, Barentin, Pavilly. Les récidivistes trouvent à s'y employer aussi facilement qu'à Rouen ».
Elbeuf n’est donc pas une ville où les autorités auraient, à un moment quelconque décidé de faire résider spécialement des condamnés « interdits de séjour ». Mais, parce qu’il s’agissait d’une ville industrielle susceptible de fournir du travail et parce que les autres grandes villes se fermaient à la présence de détenus libérés, elle va peu à peu voir s’y concentrer leur présence.
Cependant, selon un rapport « les individus, hommes ou femmes, à l'égard desquels la mesure prévue par l'article 19 de la loi du 27 mai 1885 est prise à la suite de condamnations, toujours relativement graves, s'empressent, à la sortie de la prison de Rouen, de se réfugier à Elbeuf, d'où ils ne tardent pas à revenir dans l'agglomération rouennaise, accomplissant de courts voyages d'aller et retour, ou stationnant dans les lieux interdits. » Quitte à noircir le tableau, ce qui alimentera les rumeurs ultérieures, les autorités ajoutent : « les interdits qui habitent Elbeuf y entretiennent le trouble et l'agitation ; c'est un monde de souteneurs et de prostituées parmi lesquels se recrutent les professionnels du crime. » En conséquence, le procureur de Rouen déclare en 1916 qu’il faudrait « comprendre parmi les localités où les interdits de séjour ne sont pas autorisés à résider la ville d'Elbeuf ».
Mais cette demande est repoussée par le ministre. Cependant, le 26 mars 1921, Saint-Étienne-du-Rouvray, Oissel, Grand-Couronne, Petit-Couronne sont inscrites à leur tour sur la liste des villes interdites (Rouen élargissant ainsi son périmètre de protection). L'argumentation du Commissaire central de Rouen soulignait peu de temps auparavant « que les interdits de séjour qui se tenaient habituellement à Elbeuf ont fait leur apparition à Saint-Étienne-du Rouvray et à Oissel. Ces communes qui n'étaient que des pays agricoles, des lieux de villégiature, ont vu la création de nombreux établissements industriels ». Le préfet demande que le canton d'Elbeuf soit interdit également, mais sans résultat. En 1921 également, Caudebec-lès-Elbeuf réclame de figurer sur cette liste, de même qu’en 1923 la commune de Rouelles (limitrophe du Havre), et encore Dieppe en 1932 (pour la totalité de son arrondissement) ; mais le ministre de l'Intérieur refuse à chaque fois.
Le procureur général près de la Cour d'Appel de Rouen revient à la charge en mars 1935 : « Il serait opportun que les villes d'Elbeuf et de Caudebec-lès-Elbeuf soient désormais ajoutées à la liste des localités interdites. Plus de 150 interdits de séjour résident actuellement dans ces deux agglomérations industrielles où ils créent une ambiance défavorable au bon ordre et à la sécurité publique (…) Il y a lieu de tenir compte, en outre, que ces individus sont susceptibles de concurrencer fâcheusement sur le marché du travail, en cette période de chômage, des ouvriers chefs de famille sans passé judiciaire ; et comme tels, dignes d'être particulièrement protégés. » Le commandant de la 3e région de Gendarmerie de la Seine-Inférieure appuie la demande : « (ce sont) des villes industrielles et refuges actuels des interdits de séjour, qui se joignent aux chômeurs dans les réunions publiques et ont une influence fâcheuse sur leur état d'esprit ».
La loi du 18 mars 1955 (décret d'application du 16 juin, circulaire du 27 juillet) supprima finalement cette notion d'interdiction de séjour, pratique obsolète, critiquée par tous les criminologues, sociologues, attachés aux notions de résidence pénale et de reclassement des libérés.